# UCI Europe Tour 2007
Dit is een overzichtspagina met klassementen, ploegen en de winnaars van de belangrijkste UCI Europe Tour wedstrijden in 2007. Deze begon op 15 oktober 2006 met de Chrono des Nations Les Herbiers Vendée in Frankrijk.

## Professionele continentale ploegen 2007
Deze pagina geeft een overzicht van alle professionele continentale wielerploegen die in 2007 deelnemen aan de UCI Europe Tour. Hierbij is één Nederlandse ploeg, Skil - Shimano, en twee Belgische ploegen, namelijk Chocolade Jacques en Landbouwkrediet - Tönissteiner.

## Eindklassementen
| Rang | Renner               | Punten |
| ---- | -------------------- | ------ |
| 1.   | Alessandro Bertolini | 633    |
| 2.   | Luca Mazzanti        | 462    |
| 3.   | Martijn Maaskant     | 449    |
| 4.   | Stefan van Dijk      | 447    |
| 5.   | Edvald Boasson Hagen | 405    |
| 6.   | Romain Feillu        | 384    |
| 7.   | Xavier Tondó         | 373    |
| 8.   | Cândido Barbosa      | 372    |
| 9.   | Janek Tombak         | 363    |
| 10.  | Robert Hunter        | 361    |

| Rang | Ploegen                     | Punten |
| ---- | --------------------------- | ------ |
| 1.   | Rabobank Continental        | 1552   |
| 2.   | Team Barloworld             | 1438   |
| 3.   | Ceramica Panaria - Navigare | 1437   |
| 4.   | Team Wiesenhof-Felt         | 1355   |
| 5.   | Team LPR                    | 1277   |
| 6.   | Tinkoff Credit Systems      | 1237,5 |
| 7.   | Agritubel                   | 1215   |
| 8.   | Tenax                       | 1143   |
| 9.   | Relax - GAM                 | 1114   |
| 10.  | Perutnina Ptuj              | 1113   |

| Rang | Land      | Punten |
| ---- | --------- | ------ |
| 1.   | Italië    | 2868,4 |
| 2.   | Spanje    | 2475   |
| 3.   | Nederland | 2425   |
| 4.   | Rusland   | 2031,5 |
| 5.   | België    | 1741   |
| 6.   | Polen     | 1725   |
| 7.   | Frankrijk | 1623   |
| 8.   | Slovenië  | 1542   |
| 9.   | Duitsland | 1485   |
| 10.  | Portugal  | 1357   |

| Rang | Land       | Punten |
| ---- | ---------- | ------ |
| 1.   | Rusland    | 1372   |
| 2.   | Nederland  | 1017   |
| 3.   | Italië     | 926    |
| 4.   | Frankrijk  | 695    |
| 5.   | België     | 632    |
| 6.   | Duitsland  | 579,75 |
| 7.   | Slovenië   | 558    |
| 8.   | Noorwegen  | 503    |
| 9.   | Denemarken | 457    |
| 10.  | Litouwen   | 442    |